# Paul Ableman
Paul Victor Ableman (geboren am 13. Juni 1927 in Leeds, West Yorkshire, England; gestorben am 25. Oktober 2006 in Camden, London) war ein britischer Schriftsteller, Verfasser von Theaterstücken und Romanen.

## Leben
Ableman stammte aus einer jüdischen Familie. Sein Vater Jack Ableman war Hosenschneider in einer Fabrik, seine Mutter Gertrude, geborene Gould. Nach der Scheidung seiner Eltern lebte er mit seiner Mutter und seinem Stiefvater, dem Journalisten  Thurston B. Macauley, in London und New York, wo er die Stuyvesant High School auf der Lower East Side besuchte. Nach seiner Rückkehr nach England und seinem Wehrdienst, den er beim Education Corps in Gibraltar und Scapa Flow leistete, studierte er am King’s College London, ohne dort einen Abschluss zu machen. Er fand es interessanter, in Paris Teil der dortigen Szene zu werden und erotische Romane zu schreiben.
1968 erschien sein Debütroman I Hear Voices in dem Pariser Verlag Olympia Press. Der Verleger Maurice Girodias äußerte mehrfach, dass es dieses Buch sei, auf das er am stolzesten sei. Es handelt sich um einen experimentellen Text, der auch als Satire gelesen werden kann, in dem der Leser teilnimmt an dem, was im Kopf eines jungen Schizophrenen vorgeht und an dessen Wanderung durch eine phantastische, imaginierte Stadt.
Weitere Romane folgten, nun bei anderen Verlagen, darunter der SF-Roman The Twilight of the Vilp. Neben seinen Romanen waren Romanadaptionen britischer Fernsehserien eine Spezialität Ablemans.
Ableman war der Autor zahlreicher Theaterstücke und Drehbücher, darunter Green Julia, das 1965 mit großem Erfolg beim Edinburgh Festival aufgeführt wurde und die Vorlage für den belgischen Fernsehfilm Hoe groen is Julia? war. In seinen Theaterstücken zeigten sich Momente des Surrealistischen und Absurden, zum Beispiel in Tests (1966), einer Zusammenstellung kurzer Szenen, das er für Peter Brooks Theatre of Cruelty schrieb.
Neben Theaterstücken, Romanen und Romanfassungen schrieb Ableman auch mehrere Sachbücher. Besonders erfolgreich war The Mouth and Oral Sex (1969), das unter dem Titel Der Mund. Psychologie und Sexualität. auch auf Deutsch erschien. Zum wirtschaftlichen Erfolg dürfte beigetragen haben, dass versucht worden war, das ziemlich unschuldige Sachbuch wegen Obszönität zu verbieten. In dem Prozess wurde Ableman von Jeremy Hutchinson verteidigt. In Anatomy of Nakedness (1982) behandelt er die Psychologie des Nudismus und in seinem letzten Buch The Secret Of Consciousness (1999), setzte sich Ableman mit Träumen und dem Rätsel des menschlichen Bewusstseins auseinander.
Ableman lebte lange Jahre in der Fellows Road im Londoner Stadtteil Camden. Während seiner letzten Jahre verschlechterte sich seine Gesundheit. Er starb 2006 im Alter von 79 Jahren. 1959 hatte er Iris May Christina („Tina“) Carrs-Brown (1921–2000) geheiratet und mit ihr einen Sohn, Martin Ableman. Nach der Scheidung von Tina heiratete er 1978 Sheila Hutton-Fox, mit der er einen weiteren Sohn hatte, Tom Ableman.
Ein Teil seines Nachlasses befindet sich in den Beständen der Northwestern University Library, Evanston, Illinois.

## Bibliografie
- I Hear Voices (1958, Roman)
- As Near As I Can Get (1962, Roman)
- Vac (1968, Roman)
- The Twilight of the Vilp (1969, Roman)
- Bits: Some Prose Poems (1969, Gedichte)
- The Mouth and Oral Sex (1969, Sachbuch; in den USA als The Sensuous Mouth)
  - Deutsch: Der Mund. Psychologie und Sexualität. Übersetzt von Eva Bornemann. G. B. Fischer, Frankfurt am Main 1970, ISBN 3-1060-0101-1.
- Tornado Pratt (1978, Roman)
- Porridge. The Inside Story (1979, Romanfassung nach der BBC-Fernsehserie von Dick Clement und Ian La Frenais)
- A Killing on the Exchange (1979, Romanfassung seiner gleichnamigen Miniserie)
- Shoestring (1979, Romanfassung nach der BBC-Fernsehserie von Robert Banks Stewart and Richard Harris)
- Shoestring’s Finest Hour (1980, Romanfassung nach der BBC-Fernsehserie von Robert Banks Stewart and Richard Harris)
- Anatomy of Nakedness (1982, Sachbuch; in den USA als Beyond Nakedness)
- County Hall (1982, Roman)
- The Doomed Rebellion (1983, Sachbuch)
- Hi De Hi (1983, Romanfassung)
- Dad's Army. The Defence of a Front Line English Village (1989, Romanfassung nach der BBC-Sitcom von Jimmy Perry and David Croft)
- Straight Up. The Autobiography of Arthur Daley (1991, fiktive Autobiographie von Arthur Daley, einer der Hauptfiguren der britischen Fernsehserie Der Aufpasser)
- Last of the Summer Wine. A Country Companion by Clegg, Foggy & Compo (1992, Romanfassung nach der gleichnamigen BBC-Sitcom)
- Waiting for God (1994, Romanfassung nach der Fernsehserie von Michael Aitkins)
- The Secret Of Consciousness (1999, Sachbuch)

Theaterstücke
- Even His Enemy (1951, auch als Letters To A Lady; geschrieben 1948 zusammen mit seiner Mutter Gertrude Macauley)
- I Hear Voices (1958; Dramatisierung des gleichnamigen Romans)
- Help! (1963)
- One Hand Clapping (1964; Musik von Richard Peaselee)
- Dialogues (1965)
- Green Julia (1965)
- Tests (1966; Sammlung kurzer Stücke: Test One; Johnson; Rose; Help; She's Dead; I Eat; Now That I Am An Old Man; Aliens; Another Lovely Day; Spine; What Is The Penalty For Nostalgia?; Ah Simeon Creel; Emily And Heathcliffe;)
- Emily And Heathcliff (1967)
- Blue Comedy: Madly in Love, Hawk's Night (1968; deutsch: Komödien in blau: Zwei Einakter)
- The Black General (1969, Bearbeitung von Shakespeares Othello)
- And Hum Our Sword (1973)
- Little Hopping Robin (1973)
- The Visitors (1974)
- Windsor All-Sorts (1977)